# MAG IAS
Die MAG IAS GmbH (MAG Industrial Automation Systems) ist ein deutsches Maschinenbauunternehmen mit Sitz in Eislingen, das seit 2015 zum taiwanischen Mischkonzern Fair Friend Group (FFG) gehört.

## Unternehmen
Das Unternehmen stellt Werkzeugmaschinen und Fertigungssysteme her. Das Unternehmen fertigt Maschinen- und Technologielösungen u. a. für die Bereiche Verfahrenstechnik, automatisierte Fertigung, Dreh- und Frästechnologie, Fertigung von Fahrzeugantrieben, Verbundwerkstoff-Verarbeitung, Wartung und Instandhaltung, Automations- und Steuerungstechnik, Software sowie Kernkomponenten für Werkzeugmaschinen. Die Kunden stammen aus den Industriezweigen Luft- und Raumfahrt, Automotive und Nutzfahrzeugbau, Schwerindustrie, Energie- und Förderanlagen, Schienenverkehr, Solarenergie, Windkraftanlagen und Maschinenbau.

## Geschichte
2005 wurde die Metal-Cutting-Group von ThyssenKrupp mit den traditionsreichen Maschinenbauunternehmen Cross Hüller, Hessapp, Hüller Hille und Witzig & Frank in das Geschäftssegment der MAG Industrial Automation Systems des Beteiligungs- und Betriebsmanagement-Unternehmens Maxcor Inc. eingegliedert. 2009 erfolgte die Umbenennung in MAG Powertrain GmbH, die zusammen mit den ebenfalls akquirierten Unternehmen Honsberg, Ex-Cell-O und Boehringer 2010 zur MAG IAS GmbH verschmolz.
Ende 2008 wurde die Produktion am Stammsitz von Cross Hüller in Ludwigsburg geschlossen. In Rottenburg wurde im selben Jahr die MAG CORCOM GmbH für das neue Geschäftsfeld Core Components gegründet. 2009 wurde Witzig & Frank in Offenburg geschlossen.
2012 wurde von MAG Europe im operativen Geschäft 2012 ein EBIT vor Sondereffekten von 16,2 Mio. Euro erwirtschaftet, nach einem Minus von 30 Mio. Euro im Jahr 2011. Aufgrund von Kosten für die Unternehmenssanierung ergab sich insgesamt ein Verlust von 15,2 Mio. Euro. Der Umsatz stieg auf einen Rekordwert von 684 Mio. Euro.
Eigentümer der MAG Europe GmbH war Mo Meidar, der auch Gründer und CEO der Maxcor Inc. ist. Nachdem die finanzierenden Banken das Vertrauen in ihn verloren hatten, wurden seine Geschäftsanteile 2011 in ein Treuhandmodell überführt. Rolf Rickmeyer wurde Vorsitzender der Geschäftsführung. Der amerikanische Teil von MAG wurde im März 2013 an das französische Unternehmen Fives verkauft. Auch der europäische Teil sollte veräußert werden. So wurden Gespräche mit dem chinesischen Konzern Sinomach geführt. Schließlich wurde im Juni 2013 mit den Banken ein neues Finanzierungskonzept erarbeitet, womit das Unternehmen im Besitz von Mo Meidar blieb.
Im Mai 2013 kündigte der Konzern an, dass die MAG Europe GmbH nach der Verschmelzung der MAG IAS GmbH und der in Chemnitz ansässigen MAG Modul Verzahntechnik GmbH in MAG IAS GmbH umbenannt werden soll.
Im Dezember 2013 verkaufte das Unternehmen die Sparte Industrial Equipment an die taiwanesische Fair Friend Group (FFG), da man sich mehr auf die Automobilindustrie konzentrieren wolle. Dieser Bereich umfasste 600 Mitarbeiter und trug mit 120 Mio. Euro Umsatz 24 Prozent zum GmbH-Umsatz bei.
2014 zog der in Göppingen angesiedelte Teil der Produktion neuer Maschinen komplett nach Eislingen um. In Göppingen verblieben die Bereiche Retrofit (Modernisierung/Ausbau von Maschinen) und Standortmaschinengeschäft (Veredlung von Maschinen).
Am 17. November 2014 löste der frühere Daimler-Manager Rainer Schmückle Meidar als Geschäftsführer ab. Bereits im Juni 2015 wurde dieser durch den früheren Finanzchef Reiner Beutel ersetzt. Am 17. Juni 2015 wurde mitgeteilt, dass MAG vollständig von der Fair Friend Group übernommen wird.